# Shang Juncheng
Shang Juncheng (chiń. trad. 商竣程; pinyin Shāng Jùnchéng; ur. 2 lutego 2005 w Pekinie) – chiński tenisista.

## Kariera tenisowa
W karierze zwyciężył w jednym singlowym turnieju cyklu ATP Challenger Tour. Ponadto wygrał cztery singlowe turnieje rangi ITF.
W 2021 roku, podczas US Open osiągnął finał juniorskiego turnieju wielkoszlemowego w grze pojedynczej. W decydującym meczu przegrał z Danielem Rincónem 2:6, 6:7(6).
W 2023 roku zadebiutował w imprezie Wielkiego Szlema podczas singlowego turnieju Australian Open jako zawodnik z eliminacji. Po zwycięstwie w pierwszej rundzie nad Oscarem Otte przegrał w kolejnej z Francesem Tiafoe.
W rankingu gry pojedynczej najwyżej był na 140. miejscu (15 stycznia 2024), natomiast w klasyfikacji gry podwójnej nie był notowany.

### Zwycięstwa w turniejach ATP Challenger Tour

#### Gra pojedyncza
| Końcowy wynik | Nr | Data            | Turniej   | Nawierzchnia | Przeciwnik   | Wynik finału |
| ------------- | -- | --------------- | --------- | ------------ | ------------ | ------------ |
| Zwycięzca     | 1. | 7 sierpnia 2022 | Lexington | Twarda       | Emilio Gómez | 6:4, 6:4     |

### Finały juniorskich turniejów wielkoszlemowych

#### Gra pojedyncza (0–1)
| Końcowy wynik | Nr | Data             | Turniej            | Nawierzchnia | Przeciwnik    | Wynik finału |
| ------------- | -- | ---------------- | ------------------ | ------------ | ------------- | ------------ |
| Finalista     | 1. | 11 września 2021 | US Open, Nowy Jork | Twarda       | Daniel Rincón | 2:6, 6:7(6)  |